# Лукасевич, Борис Иванович
Борис Иванович Лукасевич — российский инженер, специалист по парогенераторам АЭС, лауреат Государственной премии СССР.

## Биография
Родился 14 марта 1928 г. в селе Зиньков Хмельницкой области.
С марта по май 1945 г. в действующей армии (обслуживание и ремонт самолётов), участник освобождения Польши. Демобилизовался в 1950 г.
Окончил Киевский политехнический институт (1956), инженер-механик по котлостроению.
Работал в ОКБ «Гидропресс»: конструктор, руководитель группы, начальник отдела (с 1963), зам. гл. конструктора (директора) (1973—1988), ведущий конструктор по парогенераторам. Последняя должность — член научно-технического совета ОКБ «ГП».
С 1963 года руководитель проекта реактора на быстрых нейтронах (БОР-60), за успешную реализацию которого в 1974 г. стал лауреатом Государственной премии СССР.
Умер в июле 2012 года.
Семья: жена, трое детей.

## Научная деятельность
Автор около 60 изобретений по оборудованию АЭС.
Соавтор книг:
- Парогенераторы реакторных установок ВВЭР для атомных электростанций / Б. И. Лукасевич, Н. Б. Трунов, Ю. Г. Драгунов, С. Е. Давиденко. — М. : Академкнига, 2004 (ООО Внешторгиздат-полиграф). — 391 с. : ил., табл.; 22 см. — (Создание реакторных установок ВВЭР для АЭС / ФГУП ОКБ «Гидропресс»).; ISBN 5-94628-178-X (в пер.)
- ОКБ «Гидропресс» — 50 лет / В. В. Стекольников, И. Н. Тестов, Л. А. Бочаров и др. Подольск, 2000. — 284 с.

## Награды и звания
Награждён орденами Отечественной войны II степени, Дружбы народов, Почёта, многими медалями, в том числе «За победу над Германией», знаками «Изобретатель СССР» и «Ветеран атомной энергетики и промышленности».